# Газорозрядний індикатор

Газорозрядний індикатор GN-4 на десять цифр

Індика́тори газорозря́дні — газонаповнені прилади для візуального відтворення інформації. У І. г. використовується головним чином свічення катодної області тліючого розряду . Вони мають високу надійність, довговічність (до 10 000 г ), велику яскравість (сотні — тисячі ніт ), малу споживану потужність. Розрізняють І. г.: 
- сигнальні, в яких інформація представляється у вигляді крапки або малої області, що світиться (неонові індикаторні лампи і індикатори малих рівнів напруги);
- знакові, в яких інформація представляється у вигляді різних знаків, що утворюються електродами, що світяться, мають окремі виводи;
- лінійні (аналогові і дискретні), в яких інформація представляється у вигляді стовпчика (довжина його пропорційна силі струму, що протікає через прилад), що світиться, або у вигляді крапки, що світиться (положення крапки визначається числом імпульсів);
- матричні, в яких інформація представляється у вигляді сукупності крапок, що світяться, на плоскому екрані, що може складатися з декількох десятків тисяч газосвітних пікселів, створюючих матрицю.

З початку 1950-х до 1970-х років індикатори, побудовані на газорозрядному принципі, були домінуючими в техніці. Пізніше вони були замінені вакуумно-люмінесцентними та рідкокристалічними  і світлодіодними дисплеями і стали досить рідкісними. 
Більшість найменувань газорозрядних індикаторів вже не виробляється.
Газорозрядні індикатори використовувалися в калькуляторах, в вимірювальному обладнанні, в перших комп'ютерах, в аерокосмічній техніці та підводних човнах, в ліфтових покажчиках і для відображення інформації на фондовій біржі Нью-Йорка.